# ヴァン・アレン帯

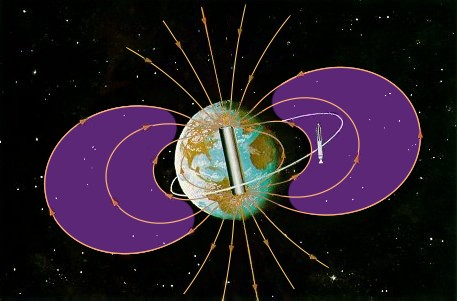
ヴァン・アレン帯の模式図

ヴァン・アレン帯の二重構造。内側の赤色の領域は陽子が多く、灰色の領域は電子が多い。楕円形に潰れた分布をしており赤道近くの低軌道では広い安全圏が確保されていることがわかる。

ヴァン・アレン帯（ヴァン・アレンたい、英: Van Allen radiation belt）とは、惑星の磁場にとらえられた、陽子（陽子線）、電子（ベータ線）からなる帯状の領域。放射線帯とも呼ばれる。
1958年にアメリカ合衆国が打ち上げた人工衛星エクスプローラー1号に搭載されていたガイガーカウンターの観測結果より発見された。名称は発見者であるアメリカの物理学者、ジェームズ・ヴァン・アレンに由来する。

## 概要
ヴァン・アレン帯は地球を360度ドーナツ状にとりまいており、内帯と外帯との二層構造になっているが、太陽風や地磁気の状況で構造が変動することもあり、2013年には放射線帯嵐探査機が一時的に生じた「第3の帯」を発見し、4週間後にはそれが太陽活動の影響で消滅したことを観測した。ヴァン・アレン帯は赤道付近が最も層が厚く、極軸付近は層が極めて薄い。内帯は赤道上高度2,000 - 5,000kmに位置する比較的小さな帯で、陽子が多い。外帯は10,000 - 20,000kmに位置する大きな帯で、電子が多い。
外側の帯は太陽から発された高エネルギー粒子で形成され、内側の帯は宇宙線が地球の相互作用で形成される。
内帯は、宇宙線が大気にぶつかることで中性子が崩壊する宇宙線アルベド中性子崩壊 (Cosmic Ray Albedo Neutron Decay 略称:CRAND) によって供給されて形成される。
外帯は、磁気嵐により消失するなどの大きく変化を起こす。
強く磁化された惑星には、たいてい放射線帯が確認されている。太陽系内では、地球のほか、木星、土星、天王星、海王星などである。太陽系外では、LSR J1835+3259において木星と類似する放射線帯が確認された。
磁場によって極方向に偏向された粒子はオーロラとなる。

## ヴァン・アレン帯の起源と地球
太陽風や宇宙線からの粒子が地球の磁場に捕らわれて形成されると考えられている。電子は太陽が起源、陽子は宇宙線が起源とされている。地磁気の磁力線沿いに運動しており、北極や南極では磁力線に導かれ、進入してきた粒子と大気が相互作用を引き起こすことによってオーロラが発生する。オーロラはヴァン・アレン帯の粒子が原因であるため太陽活動が盛んなときは極地方以外でも観測されることがある。地球以外にも磁場を持つ惑星である木星、土星、天王星で存在が確認されている。

## ヴァン・アレン帯と宇宙飛行

ヴァン・アレン帯を構成するアルファ線（ヘリウムの原子核の流れ）やベータ線（電子の流れ）は放射性物質による核分裂反応や核融合反応によって発生するガンマ線（電磁波）とは異なり、紙や金属板を通り抜けられない。

低軌道を超えると宇宙船はヴァン・アレン帯に入る。
ヴァン・アレン帯の内側と外側の間の領域は、地球半径2〜4にあり、「セーフゾーン」と呼ばれることもある。
よくヴァン・アレン帯の放射線は簡単に遮蔽できると言われるが、実際には荷電粒子自体は遮蔽できても遮蔽体に当たった際ガンマ線や中性子線といった二次放射線が生じるため、防護は容易ではない。
アポロ計画は、人間がヴァン・アレン帯を通過した最初の出来事だった。この時問題なく通過できたのは、ヴァン・アレン帯を短時間で通過し、内側の放射線帯を迂回する軌道をとったためである。 宇宙飛行士の全体的な被ばく量は、地球の磁場の外にある太陽粒子が多くを占めた。宇宙飛行士が受ける総放射線量はミッションごとに異なるが、0.16〜1.14 rad（1.6〜11.4 mGy）と測定され、米国原子力委員会の年間5レム(50 mSv)の基準をはるかに下回っている。

## ヴァン・アレン帯と人工衛星
化学推進ではなくイオンエンジン等加速の小さい電気推進を用いて軌道を投入する場合、通過に時間がかかりその被ばく量は無視できないものとなる。
比推力を落とし推力を増やせば通過日数を短縮できるがその分燃費は悪化する。
太陽電池、集積回路、およびセンサーは、放射線によって損傷を受ける可能性がある。地磁気嵐は時折宇宙船の電子部品に損傷を与える。電子回路と論理回路の小型化とデジタル化により、衛星は放射線に対してより脆弱になった。これらの回路の総電荷は、入ってくるイオンの電荷に匹敵するほど小さいためである。このためデータが書き換わったりする。衛星の電子機器は、確実に動作するために放射線に対して強化する必要がある。ハッブル宇宙望遠鏡は、放射線帯を通過するときにセンサーがオフになっていることがよくある。放射帯を通過する楕円軌道（320 x 32,190 km)で3 mmのアルミニウムで遮蔽された衛星は、年間約2,500レム（25 Sv） (全身線量5Svで致命的)を被曝する。ほとんどすべての衛星は、内側の放射線帯を通過する間に被曝する。 

### 軌道による違い
国際宇宙ステーションのように1000km以下の低高度(LEO)であれば、線量は小さくCOTS(商用オフザシェルフ)も問題無く出来る。また軌道傾斜角が小さい方が有利である。
それ以上の高度になると、事前に放射線耐性をテストするなど"注意した上でのCOTS"(Careful COTS)が必要になる。

## 陰謀論、予言での扱い

衛星軌道とヴァン・アレン帯の比較

アポロ計画陰謀論
ヴァン・アレン帯の存在を理由に、アポロ計画（人類月面着陸計画）はでっち上げであったという陰謀論が一部で唱えられている。
詳細はアポロ計画陰謀論#捏造説を参照。
ノストラダムスの予言
ノストラダムスの予言にからみ、一部の者は「1999年8月18日のグランドクロスでは、太陽系の惑星の引力が地球に集中してヴァン・アレン帯が壊れ、宇宙線が地球に降り注ぐ。しかし、精神文明を有する日本だけは助かる」と主張していた。しかし、1999年以前の段階で、天文学者により「グランドクロスは、ほとんど無視できる影響しか及ぼさない」という反論が出されており、実際にグランドクロスの際には特別な現象は何も起きなかった。